# Lipotriches satelles
Lipotriches satelles is een vliesvleugelig insect uit de familie Halictidae. De wetenschappelijke naam van de soort is voor het eerst geldig gepubliceerd in 1912 door Cockerell.